# Stioclettia luzulina
Stioclettia luzulina är en svampart som beskrevs av Dennis 1975. Stioclettia luzulina ingår i släktet Stioclettia, ordningen Diaporthales, klassen Sordariomycetes, divisionen sporsäcksvampar och riket svampar.   Inga underarter finns listade i Catalogue of Life.